# فریدریش آدولف فون شلپگرل
فریدریش آدولف فون شلپگرل (انگلیسی: Friderich Adolph Schleppegrell; ۲۸ ژوئن ۱۷۹۲ – ۲۵ ژوئیهٔ ۱۸۵۰) فرد نظامی اهل نروژ بود.